# Joris Voorhoeve
Joris Jacob Clemens Voorhoeve (ur. 22 grudnia 1945 w Hadze) – holenderski polityk, politolog i nauczyciel akademicki, w latach 1986–1990 lider Partii Ludowej na rzecz Wolności i Demokracji (VVD), poseł do Tweede Kamer, w latach 1994–1998 minister obrony.

## Życiorys
Studiował ekonomię w szkole rolniczej Landbouwhogeschool w Wageningen i politologię na Uniwersytecie w Lejdzie. Kształcił się następnie na Johns Hopkins University, gdzie uzyskał magisterium (1972) i doktorat (1973). Pracował w Waszyngtonie w Banku Światowym, a następnie (1977–1979) w think tanku WRR, pełniącym funkcję rządowego ciała doradczego. Na przełomie lat 60. i 70. należał do Demokratów 66. W 1975 dołączył do Partii Ludowej na rzecz Wolności i Demokracji. W latach 1979–1982 był etatowym pracownikiem partii. Od 1980 do 1986 wykładał na Landbouwuniversiteit Wageningen.
W latach 1982–1991 i 1998–1999 sprawował mandat posła do niższej izby Stanów Generalnych. Od 1986 do 1990 był przewodniczącym frakcji poselskiej VVD i liderem politycznym tego ugrupowania. Od 1991 do 1994 zarządzał zajmującym się stosunkami międzynarodowymi Instytutem Clingendael. W sierpniu 1994 objął urząd ministra obrony w pierwszym rządzie Wima Koka. W lipcu 1995 doszło w Bośni do masowych egzekucji muzułmanów w Srebrenicy, którą chroniło wówczas 200 holenderskich żołnierzy w ramach oddziałów ONZ. Działalność ministra obrony w tym okresie była przedmiotem pewnej krytyki, urząd sprawował jednak do końca kadencji gabinetu (tj. do sierpnia 1998).
Między 1999 a 2011 był członkiem Rady Stanu, instytucji konsultującej projekty aktów prawnych. W 1998 powrócił również do pracy dydaktycznej jako wykładowca w Lejdzie, a później również w Hadze. W 2009 ponownie dołączył do Demokratów 66.
Odznaczony Orderem Oranje-Nassau klasy IV (1998).